# Chudíř
Chudíř är en ort i Tjeckien.   Den ligger i regionen Mellersta Böhmen, i den centrala delen av landet, 50 km nordost om huvudstaden Prag. Chudíř ligger 246 meter över havet och antalet invånare är 139.
Terrängen runt Chudíř är platt. Runt Chudíř är det ganska tätbefolkat, med 70 invånare per kvadratkilometer. Närmaste större samhälle är Mladá Boleslav, 13,8 km nordväst om Chudíř. Trakten runt Chudíř består till största delen av jordbruksmark.